# Lâu đài Uhrovec
Lâu đài Uhrovec (tiếng Slovakia: Uhrovec (hrad), tên gọi khác: Uhrovský, hay Uhrovecký ) là một lâu đài lịch sử thời Trung cổ (hiện nay còn lại tàn tích), thuộc địa phận làng Uhrovské Podhradie, vùng Trenčín, Slovakia.

## Lịch sử
Lâu đài Uhrovec được xây dựng vào giữa thế kỷ 13. Lâu đài nằm trên vùng đồi Nitrické, ở độ cao 591 mét so với mực nước biển. Ban đầu, công trình này thuộc quyền sở hữu của quý tộc người Hungary Matúš Čák. Trong suốt thế kỷ 15 và thế kỷ 16, các lãnh chúa giàu có nhiều lần tranh chấp tòa lâu đài này, do đó lâu đài thường xuyên thay đổi chủ sở hữu. Cuối cùng, lâu đài thuộc về gia tộc Zay.
Do tọa lạc ở vị trí xa xôi, lâu đài Uhrovec không nằm trong trung tâm của các trận giao tranh lớn, cũng không bị quân Thổ Nhĩ Kỳ phá hủy trong các cuộc đột kích. Tuy nhiên, chính gia tộc Zay đã góp phần làm hư hại lâu đài. Các thành viên trong gia tộc Zay đã bỏ bê việc chăm sóc và tân trang lâu đài Uhrovec. Vào thế kỷ 18, lâu đài không còn thích hợp để làm nơi sinh sống và bắt đầu được sử dụng làm nhà tù. Một trận hỏa hoạn lớn xảy ra vào tháng 7 năm 1848 đã khiến lâu đài Uhrovec sụp đổ.